# Petrus Hofstede (theoloog)
Petrus Hofstede (Zuidlaren, 16 april 1716 - Rotterdam, 27 november 1803) was een Nederlands gereformeerd theoloog en predikant. Hij nam vol overgave deel aan een groot aantal theologische discussies en conflicten, waarin hij een traditioneel standpunt innam, tolerantie van minderheden afwees en uitging van de band tussen de gereformeerde kerk, de Republiek en het Oranjehuis.

## Levensloop
Petrus Hofstede was een zoon van de predikant Johannes Hofstede en Maria Abbring. Hij studeerde filosofie in Groningen, maar moest de stad verlaten nadat hij anoniem een satire had gepubliceerd op hen die alleen in naam studeerden, de pseudo-studiosus hodiernus (de hedendaagse schijnstudent). Hij vervolgde zijn studies aan de Universiteit van Franeker. Hij was predikant te Anjum (1739-1743), te Steenwijk (1743-1745), te Oostzaandam (1745-1749) en in Rotterdam tot aan zijn overlijden in 1803. Hier was hij vanaf 1770 ook hoogleraar aan de Illustere School. Met zijn even rechtzinnige Rotterdamse collega Johannes Habbema richtte hij in 1774 het theologische maandblad De Nederlandsche Bibliotheek op. Na een heftige aanval op de Utrechtse hoogleraar Rijklof Michaël van Goens werd in 1775 de verkoop in Utrecht door de Staten verboden. Na zijn dood werd hij begraven in de Laurenskerk. Zijn grafzerk is gespaard gebleven bij het bombardement op Rotterdam in de meidagen van 1940, en is geplaatst in een kapel van de Noorderzijbeuk.

## Opvattingen

### Bestrijder van tolerantie en Verlichting
Hofstede was een fel verdediger van het alleenrecht van de gereformeerde kerk. Dat bleek al uit zijn eerste onder eigen naam verschenen geschrift waarin hij het preekverbod voor de doopsgezinde predikant van Harlingen, Johannes Stinstra, verdedigde, De waarheid in Friesland tegens de aanslagen der kettery verdedigt (1742). Deze werd van socinianisme (ontkenning van de godheid van Jezus Christus) verdacht en het optreden van de Staten van Friesland tegen hem leidde tot een felle discussie over de ruimte die de overheid mocht geven aan niet-gereformeerde opvattingen.
Zijn bekendste bestrijding van de tolerantie en de Verlichting werd gevormd door zijn bijdragen aan de Socratische oorlog over de vraag of deugdzame heidenen zoals Socrates ook in de hemel konden komen. Deze discussie ontstond toen in 1768 de Nederlandse vertaling verscheen van Jean François Marmontels Bélisaire (1767), dat eerder al door de Sorbonne was veroordeeld. Hofstede's standpunt was dat heidenen, hoe deugdzaam ook, geen plek in de hemel te verwachten hadden. Bovendien stelde hij dat zij in feite niet zo deugdzaam waren als zijn tegenstanders voor deden komen.

### God, Nederland en Oranje
Hofstede was zeer oranjegezind, dat onder andere tot uiting kwam in zijn gedicht Bloemen, gestrooit op het graf van W.C.H. Friso (1752). In 1760 steunde hij voluit het voorgenomen huwelijk van prinses Carolina met de Lutherse vorst Karel Christiaan van Nassau-Weilburg, waarover in gereformeerde kring onrust was ontstaan. Hij noemde de verbintenis een kans om de banden tussen de Lutherse en de Gereformeerde kerken te versterken.
Toen hij in 1783 in Utrecht een oefening bijwoonde van de patriotten werd hij herkend, waarop de vurige Oranjeklant mishandeld werd. Zijn gezagsgetrouwheid leidde ertoe dat hij geen problemen had met het ingrijpen van de overheid in de beroepingsprocedure voor predikanten. Hij verdedigde het recht van de magistraat om de te beroepen predikanten te nomineren onder andere in een polemiek met de Kralingse predikant Theodorus van der Groe.

### De kerk overzee
Hofstede leverde een belangrijke bijdrage aan de herleving van de kerkelijke belangstelling voor Nederlands-Indië. Hij won in 1775 een prijsvraag van de Hollandse Maatschappij der Wetenschappen over de vraag 'Welke zyn de beste middelen, om de ware en zuivere leer van het Evangelie onder de bewoners der colonien van den staat meer te bevestigen, en in die landstreken voort te planten?'. In 1779 en 1780 publiceerde hij in twee delen Oost-Indische kerkzaken, zoo oude als nieuwe, meest alle, uit oorspronglyke en ongedrukte stukken by een versameld, in orde gebragt, en beredeneerd. Hierin gaf hij niet alleen een overzicht van de toestand van de kerk in Indië, maar voerde hij vooral ook een pleidooi om meer predikanten naar de overzeese gewesten te sturen en om geen andere kerken toe te laten naast de gereformeerde kerken. Zijn pleidooi bleef in eerste instantie zonder veel resultaat en ook de door hem gekozen oplossing om het gereformeerde geloof overzee te verbreiden werd uiteindelijk niet overgenomen door het in 1797 opgerichte Nederlandsch Zendeling Genootschap. Dat kon vooral effectief werken doordat het profiteerde van de door Hofstede zo bestreden opheffing van het alleenrecht van de gereformeerde kerk in de koloniën.
- Bibliothèque nationale de France: cb167140142 (data)
- Biografisch Portaal: 59154154
- Digitale Bibliotheek voor de Nederlandse Letteren: hofs009
- Gemeinsame Normdatei: 100359329
- International Standard Name Identifier: 0000 0000 2636 6298
- Library of Congress Control Number: n86863780
- Nederlandse Thesaurus van Auteursnamen: 070086583
- Virtual International Authority File: 20024089
- WorldCat: E39PBJcGrjQrTWqFtPvF9qkxDq